# جايسون ماكدونالد (لاعب اتحاد الرغبي)
جايسون ماكدونالد (بالإنجليزية: Jason Macdonald)‏ هو لاعب اتحاد الرغبي نيوزيلندي، ولد في 3 نوفمبر 1980 في Lawrence, New Zealand ‏ في نيوزيلندا.